# Orfelia bibula
Orfelia bibula är en tvåvingeart som beskrevs av Ignac Sivec och Eberhard Plassmann 1982. Orfelia bibula ingår i släktet Orfelia och familjen platthornsmyggor.
Artens utbredningsområde är Sri Lanka. Inga underarter finns listade i Catalogue of Life.